# Carl Reichert (Maler)

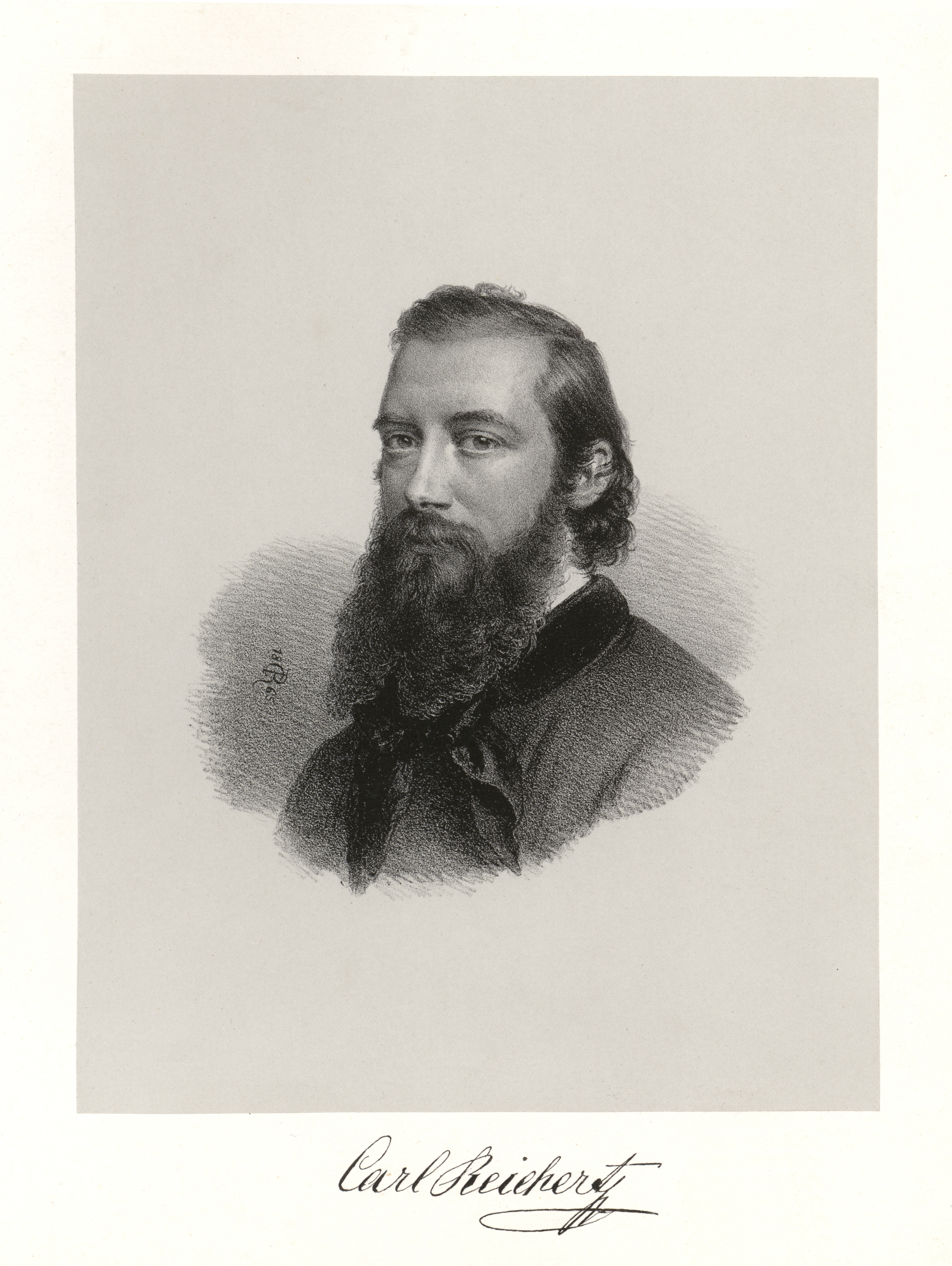
Carl Reichert, um 1864

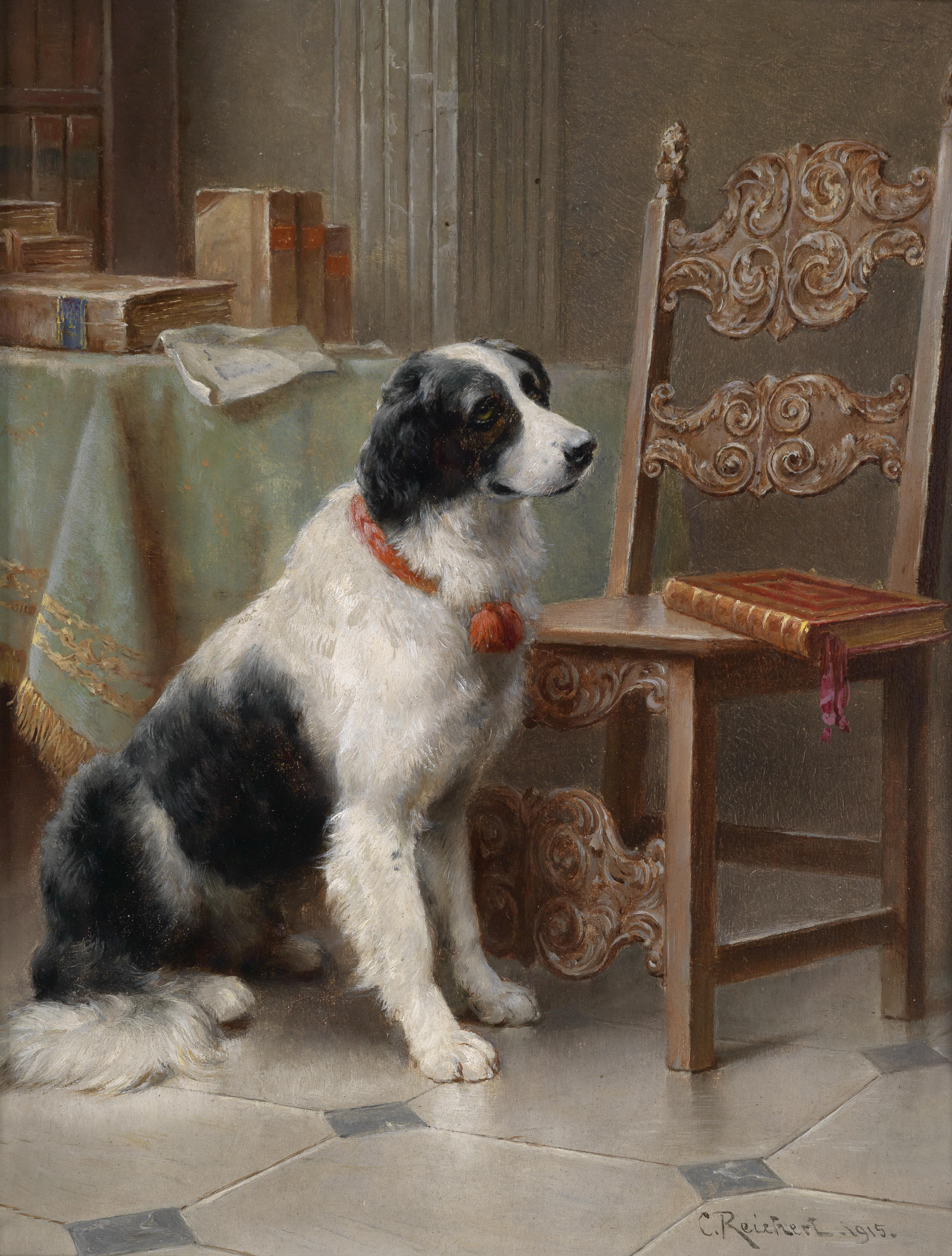
Der Liebling der Familie, um 1915

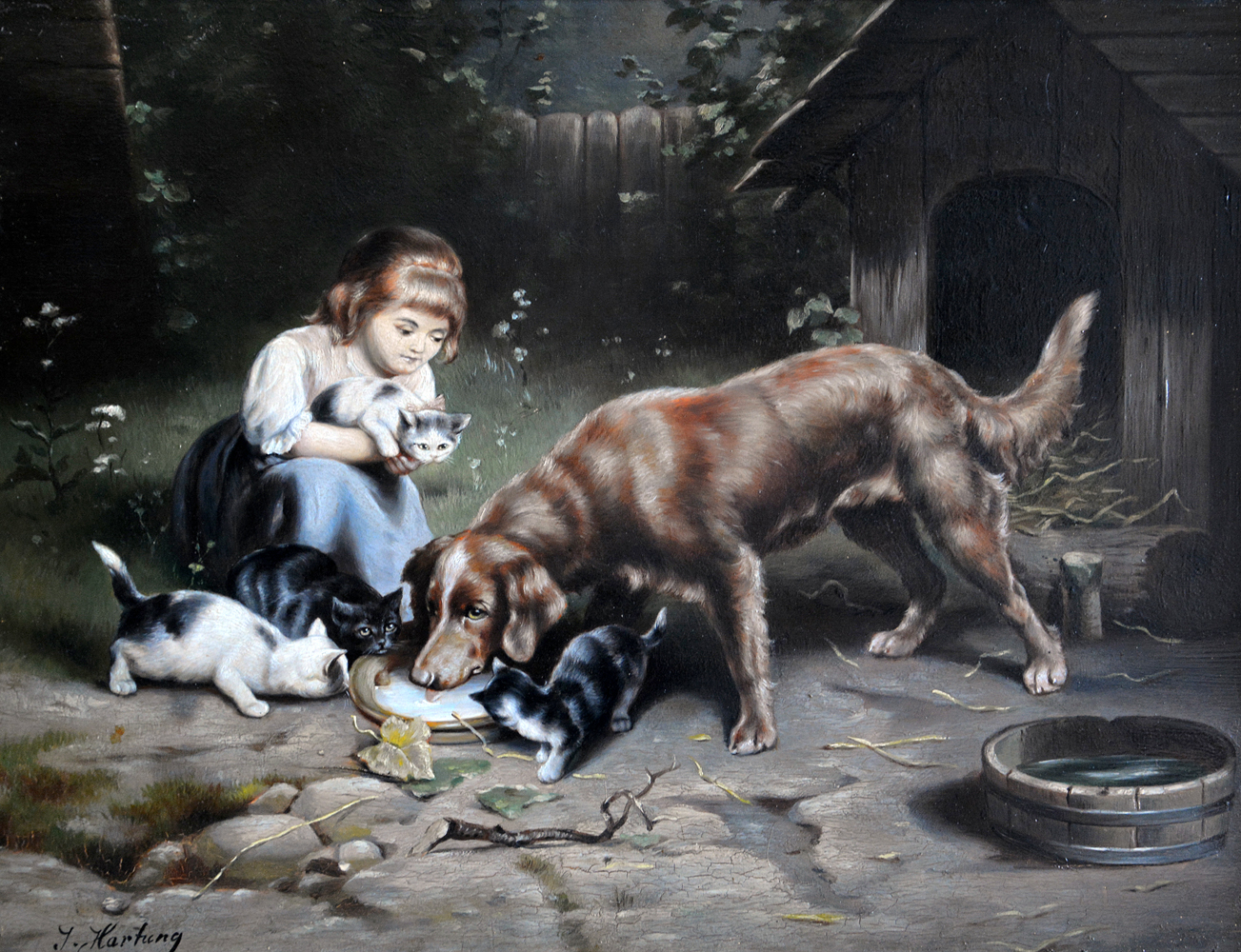
"Futterneid", alternativ "Dinnerparty"

Carl Reichert (auch: Karl Reichert), Pseudonym: J. Hartung (* 27. August 1836 in Wien; † 5. April 1918 in Graz) war ein österreichischer Maler, vor allem Landschafts- und Tiermaler.

## Leben
Carl Reichert wurde als Sohn des Historienmalers, Lithographen und Photographen Heinrich Reichert und dessen Frau Karolina geboren.
Nach dem Besuch der Volksschule besuchte er ab 1850/51 die Ständische Zeichnungsakademie in Graz.
Zusammen mit seinem Lehrer und Freund Josef Kuwasseg erstellte er 1854 das „Burgalbum für Erzherzogin Sophie“, in dem die Grazer Burg vor und nach ihrer Abtragung festgehalten wurde.
In den Jahren 1855–1860 erstellte er Landschaftsbilder steirischer Burgen und Schlösser. 1865 konnte er ein bereits von seinem Vater begonnenes Werk über Ortsansichten namens „Einst und Jetzt“ fertigstellen. Von 1866 bis 1869 konnte er eine Italienreise unternehmen.
Auf die Bitte des Grafen Hügel (1835–1897) auf Schloss Rheinthal porträtierte er dessen beide Vorstehhunde. Dies sollte seine Karriere als Tiermaler begründen, da ihn die Fürstin Klaudine Teck daraufhin dem österreichischen Kaiserhof weiterempfahl. Auch unter dem Pseudonym J. Hartung fertigte er an die 600 Tierdarstellungen, vor allem Pferde und Hunde, die sehr gefragt waren.

## Werk
Neben anderem: 675 Landschaftsbilder, 583 Tierdarstellungen und vier Porträts.